# David William Antonio
David William Valencia Antonio (ur. 29 grudnia 1963 w Nagtupacan) – filipiński duchowny katolicki, biskup Ilagan od 2018.

## Życiorys

### Prezbiterat
Święcenia kapłańskie otrzymał 1 grudnia 1988 i został inkardynowany do archidiecezji Nueva Segovia. Po święceniach rozpoczął pracę w seminarium w Vigan, a w 1993 został jego rektorem. Od 2005 wikariusz generalny archidiecezji.

### Episkopat
15 czerwca 2011 papież Benedykt XVI mianował go biskupem pomocniczym archidiecezji Nueva Segovia oraz biskupem tytularnym Basti. Sakry biskupiej udzielił mu 26 sierpnia 2011 nuncjusz apostolski na Filipinach - arcybiskup Giuseppe Pinto.
14 listopada 2018 papież Franciszek mianował go biskupem ordynariuszem diecezji Ilagan.